# Плодио
Пло̀дио (на италиански: Plodio; на лигурски: Ciöi, Чой) е село и община в Северна Италия, провинция Савона, регион Лигурия. Разположено е на 498 m надморска височина. Населението на общината е 648 души (към 2011 г.).